# 荒井源次郎
荒井 源次郎（あらい げんじろう、1900年12月20日 - 1991年8月31日）は、昭和期の日本の社会運動家。アイヌとして近文アイヌ地返還運動に尽力した。

## 来歴
北海道士別市上士別にて、父ケトンチナイと母レタルオソラの長男として生まれる。1907年に上川第三尋常小学校に入学し、1913年に上川第五尋常小学校（アイヌ児童のみの学校）を卒業。1915年に上川第三尋常高等小学校を卒業し、その4月に旭川商工補習学校に入学し、1917年に卒業する。その年の12月には旭川区裁判所に採用される。源次郎の育った地元ではそれまで民間のサラリーマンや公務員は一人もおらず、アイヌ民族では初めてのことだった。1919年に第七師団司令部事務職に転じ、1924年に第七師団に入隊。北海道拓殖鉄道での勤務を経て、1927年に旭川地方裁判所に再就職した。
1931年に裁判所をやめ、その年から本格的に近文アイヌ給与地返還運動(第3次）を展開、上京を繰り返し、1934年には旭川市旧土人共有財産委員に任命される。戦後の1947年に旭川市役所に勤務するようになってからもアイヌ民族の権利を主張し、北海道旧土人保護法の撤廃をうったえつづけた。90歳で死去。

## 著作
- 『アイヌの叫び』北海道出版企画センター、1984年
- 『続アイヌの叫び』北海道出版企画センター、1990年
- 加藤好男（編）『荒井源次郎遺稿　アイヌ人物伝』、1992年